# أبرشية صيدا الكاثوليكية المارونية
أبرشية صيدا الكاثوليكية المارونية هي أبرشية للكنيسة المارونية تخضع مباشرة لبطريرك أنطاكية الماروني في لبنان، في عام 2014 كان هناك 156000 تعميد، في 17 حزيران/يونيو 2017 تم انتخاب المطران «مارون عمار» مطراناً اصيلاً على أبرشية صيدا المارونية.

## الإقليم والإحصاءات
يمدد اختصاص الأبرشية على المؤمنين الموارنة في المنطقة المحيطة بمدينة صيدا، مقرها الأبرشي هو مدينة صيدا، حيث تقع كاتدرائية القديس إلياس.
تنقسم المنطقة إلى 104 أبرشية وفي عام 2014، كان هناك 156,000 كاثوليكي ماروني.

## التاريخ
يرجع تاريخ الأبرشية إلى بداية الكنيسة المارونية متحدة مع صور، تتعلق المعلومات الأولى عن أبرشية صيدا بعام 1626 عندما تم ذكر أسقف صيدا يوسف خليف العكوري.
في 1646 انتخب بطريرك انطاكيه. تم ذكر اسم أسقف صيدا غبريال عام 1736، عندما قام مجمع جبل لبنان بتأسيس أبرشية صور صيدا وشارك فيها. وفي 18 فبراير 1900 أو 26 يناير 1906 فصلت مدينتي الأبرشية السابقة وإنشئت أبرشية صور.

## رؤساء أساقفة الأبرشية
- يوسف حليب العاكوري (1626 تم تكريسه - 29 نوفمبر 1646 عين بطريرك أنطوني ماروني )
- جون (ذكر في 12 حزيران/يونيو 1673)
- غابرييل (ذكر في 1733)

### أبرشية صور صيدا
- المتحدة من 1736 إلى 1900

### أبرش صيدا
- بول بصبوص، (18 فبراير 1900 - 7 سبتمبر 1918)
- أوغسطين بستاني، (23 فبراير 1919 - 30 أكتوبر 1957)
- أنتوني بيتر خريش (25 نوفمبر 1957 - 15 فبراير 1975)
- إبراهيم حلو، (12 يوليو 1975 - 3 فبراير 1996)
- طانيوس الخوري، (8 حزيران/يونيو 1996 - 2005 )
- إلياس نصار، (24 سبتمبر 2005 - 17 حزيران/يونيو 2017)

## روابط خارجية
- http://www.catholic-hierarchy.org/diocese/dsadm.html
- http://www.gcatholic.org/dioceses/diocese/said1.htm